# Freelancers
Freelancers è un film del 2012 diretto da Jessy Terrero con protagonisti Robert De Niro, Forest Whitaker e 50 Cent.

## Trama
Un agente della NYPD viene ucciso, ed il figlio unisce le forze col collega del padre per scoprire la verità sull'assassinio. Verrà prima messo alla prova, poi indagherà su poliziotti corrotti e quando scoprirà la verità, nulla lo fermerà finché non avrà ottenuto la sua vendetta.

## Produzione

### Cast
Il 18 febbraio 2011 su Variety viene annunciato che 50 Cent sarebbe stato il protagonista del film.
Il 25 marzo invece, sulla rivista Deadline, vengono ufficializzati i nomi di Robert De Niro e Forest Whitaker, che vanno ad unirsi al cast.
Successivamente Dana Delany prende parte al progetto nel ruolo femminile principale.
Questo è il secondo film che vede la partecipazione di Robert De Niro e 50 Cent insieme, dopo Sfida senza regole.

### Riprese
Le riprese del film si svolgono interamente a New Orleans (USA), e iniziano l'11 aprile 2011.

### Budget
Il film riceve un budget di circa 11 milioni di dollari.

## Promozione
Il primo trailer esce online il 25 luglio 2012.

## Distribuzione
La pellicola esce nelle sale statunitensi il 10 agosto in numero di copie limitate ed il 21 agosto direttamente in dvd.
In Italia è stato distribuito direttamente per l'home-video il 4 luglio 2013.

### Divieti
Il film viene vietato ai minori di 18 anni per la presenza di forti contenuti sessuali, nudità, uso di droga, violenza e linguaggio pervasivi.